# Heartbreaker (Ryan Adams)
Heartbreaker è il primo album discografico in studio da solista del musicista statunitense Ryan Adams, pubblicato nel 2000.

## Tracce
Tutte le tracce sono di Ryan Adams, tranne dove indicato.
1. (Argument with David Rawlings Concerning Morrissey) – 0:37
2. To Be Young (Is to Be Sad, Is to Be High) – 3:04 (Adams, David Rawlings)
3. My Winding Wheel – 3:13
4. AMY – 3:46
5. Oh My Sweet Carolina – 4:57
6. Bartering Lines – 3:59 (Adams, Van Alston)
7. Call Me On Your Way Back Home – 3:09
8. Damn, Sam (I Love a Woman That Rains) – 2:08
9. Come Pick Me Up – 5:18 (Adams, Van Alston)
10. To Be the One – 3:01
11. Why Do They Leave? – 3:38
12. Shakedown on 9th Street – 2:53
13. Don't Ask for the Water – 2:56
14. In My Time of Need – 5:39
15. Sweet Lil Gal (23rd/1st) – 3:39